# Roland Bernard (rugby à XV)
Pour les articles homonymes, voir Roland Bernard et Bernard.
Pas d'image ? Cliquez ici

a Compétitions nationales et continentales officielles uniquement.

Dernière mise à jour le 8 juillet 2018.
Roland Bernard, né le 14 novembre 1981 à Johannesbourg, est un joueur sud-africain de rugby à XV évoluant au poste de troisième ligne aile.

## Biographie
Roland Bernard joue pour l'équipe de l'université du Witwatersrand. International sud-africain des moins de 21 ans, il dispute le championnat du monde des moins de 21 ans en 2002.

## Palmarès

### En club
- Champion de France de Pro D2 en 2012 avec le FC Grenoble